# Список музейных подводных лодок
Список музейных подводных лодок включает подводные лодки, на которых размещены музейные экспозиции, посвящённые истории кораблей, экипажей, событиям, в которых принимали участия корабли, а также подводные лодки, не являющиеся музеями, но используемые в качестве музейных экспонатов. Дополнительно в список включены памятники подводным лодкам, созданные с использованием частей корабля, в основном — ограждения выдвижных устройств (рубки).
По состоянию на 2017 год в 36 странах в качестве памятников и музейных экспонатов сохраняются 105 подводных лодок, установлено 73 памятника с использованием конструкций подводных лодок, экспонируется также значительное количество сверхмалых подводных лодок, носителей боевых пловцов, подводных обитаемых аппаратов и человекоуправляемых торпед.

## XVII—XIX века
| Название                                 | Изображение            | Тип                                   | Описание | Местоположение и состояние         | Спуск на воду |
| ---------------------------------------- | ---------------------- | ------------------------------------- | --- | ---------------------------------- | ------------- |
| Субмарина Дреббеля                       | Субмарина Дреббеля     | индивидуальный проект                 | Реплика первой в мире действующей подводной лодки. В 1620 году Корнелиус Дреббель демонстрировал в водах Темзы погружения и всплытия своей лодки из дерева и кожи. Время погружения составляло до нескольких часов с шестнадцатью пассажирами, что достигалось химической регенерацией воздуха. | Ричмонд-апон-Темс (Великобритания) | 1620          |
| Потаённое судно Никонова                 | Потаённое судно        | индивидуальный проект                 | Реконструкция облика первой российской подводной лодки. В 1720 году крепостной крестьянин Ефим Никонов построил Петру I сперва модель, а потом и полноразмерную лодку. Проблема управления под водой и сохранения нулевой плавучести решена не была, все три испытательных погружения, между которыми лодка проходила длительные ремонты, закончились авариями, а после смерти Петра энтузиазм заказчиков угас. | Сестрорецк (Россия)                | 1721          |
| Черепаха                                 | Черепаха               | индивидуальный проект Дэвида Бушнелла | Макеты первой боевой подводной лодки. В 1775 году во время войны за Независимость школьный учитель Дэвид Бушнелл спроектировал и построил одноместную подводную лодку для подрыва кораблей в гавани. 7 сентября 1776 года сержант Эзра Ли подвёл погруженную «Черепаху» к британскому флагману HMS Eagle, но не смог закрепить мину на днище из-за металлического бугеля. Сбросив мину, Ли всплыл и покинул место атаки. Через месяц состоялась вторая попытка атаковать британский корабль, однако с того заметили и потопили и «Черепаху», и буксирующее её судно. Четыре реконструированных макета «Черепахи» экспонируются в музеях: - в Военно-морском музее подводных сил, Госпорт, Великобритания - в Музее подводных сил ВМС США, Гротон - в океанографическом музее Монако, - в Музее реки Коннектикут, Эссекс, США. | Гротон (США)                       | 1775          |
| Черепаха                                 | Черепаха               | индивидуальный проект Дэвида Бушнелла | Макеты первой боевой подводной лодки. В 1775 году во время войны за Независимость школьный учитель Дэвид Бушнелл спроектировал и построил одноместную подводную лодку для подрыва кораблей в гавани. 7 сентября 1776 года сержант Эзра Ли подвёл погруженную «Черепаху» к британскому флагману HMS Eagle, но не смог закрепить мину на днище из-за металлического бугеля. Сбросив мину, Ли всплыл и покинул место атаки. Через месяц состоялась вторая попытка атаковать британский корабль, однако с того заметили и потопили и «Черепаху», и буксирующее её судно. Четыре реконструированных макета «Черепахи» экспонируются в музеях: - в Военно-морском музее подводных сил, Госпорт, Великобритания - в Музее подводных сил ВМС США, Гротон - в океанографическом музее Монако, - в Музее реки Коннектикут, Эссекс, США. | Госпорт (Великобритания)           | 1775          |
| Черепаха                                 | Черепаха               | индивидуальный проект Дэвида Бушнелла | Макеты первой боевой подводной лодки. В 1775 году во время войны за Независимость школьный учитель Дэвид Бушнелл спроектировал и построил одноместную подводную лодку для подрыва кораблей в гавани. 7 сентября 1776 года сержант Эзра Ли подвёл погруженную «Черепаху» к британскому флагману HMS Eagle, но не смог закрепить мину на днище из-за металлического бугеля. Сбросив мину, Ли всплыл и покинул место атаки. Через месяц состоялась вторая попытка атаковать британский корабль, однако с того заметили и потопили и «Черепаху», и буксирующее её судно. Четыре реконструированных макета «Черепахи» экспонируются в музеях: - в Военно-морском музее подводных сил, Госпорт, Великобритания - в Музее подводных сил ВМС США, Гротон - в океанографическом музее Монако, - в Музее реки Коннектикут, Эссекс, США. | Монако                             | 1775          |
| Черепаха                                 | Черепаха               | индивидуальный проект Дэвида Бушнелла | Макеты первой боевой подводной лодки. В 1775 году во время войны за Независимость школьный учитель Дэвид Бушнелл спроектировал и построил одноместную подводную лодку для подрыва кораблей в гавани. 7 сентября 1776 года сержант Эзра Ли подвёл погруженную «Черепаху» к британскому флагману HMS Eagle, но не смог закрепить мину на днище из-за металлического бугеля. Сбросив мину, Ли всплыл и покинул место атаки. Через месяц состоялась вторая попытка атаковать британский корабль, однако с того заметили и потопили и «Черепаху», и буксирующее её судно. Четыре реконструированных макета «Черепахи» экспонируются в музеях: - в Военно-морском музее подводных сил, Госпорт, Великобритания - в Музее подводных сил ВМС США, Гротон - в океанографическом музее Монако, - в Музее реки Коннектикут, Эссекс, США. | Эссекс (США)                       | 1775          |
| Брандтаухер                              | Брандтаухер            | индивидуальный проект                 | Первая немецкая подводная лодка, проект Вильгельма Бауэра. Подлинник, пролежавший на дне гавани десятки лет, затем поднятый и восстановленный. Экспонируется в Военно-историческом музее Бундесвера. | Дрезден (Германия)                 | 1850          |
| Ictineo I                                | Иктинео-1              | индивидуальный проект                 | Макет испанской подводной лодки Нарсиса Монтуриоля. | Барселона (Испания)                | 1859          |
| Ictineo II                               | Иктинео-2              | индивидуальный проект                 | Макет испанской подводной лодки Нарсиса Монтуриоля. | Барселона (Испания)                | 1862          |
| H. L. Hunley                             | H. L. Hunley           | индивидуальный проект                 | Первая подводная лодка, совершившая успешную атаку. 17 февраля 1864 года после потопление фрегата «Хаусатоник» пропала без вести. Более ста лет оставалась не найденной. Обнаружена в 1970 (или 1995) году, поднята в 2000, реставрируется в музее. | Чарлстон (США)                     | 1863          |
| Разумный кит                             | «Разумный кит» в музее | индивидуальный проект                 | Экспериментальная подводная лодка для ВМС США, проект был отвергнут. | Си-Герт (США)                      | 1866          |
| Подводная лодка Джевецкого (II вариант)  | Субмарина Джевецкого   | серия в 50 единиц                     | Подводная лодка для морской обороны крепостей, первый российский серийный проект. В 1880 году на Серебряном озере в Гатчине в присутствии императора Александра III. Джевецкий маневрировал на своей лодке под шлюпкой, где находились император с женой Марией Федоровной, взорвал миной плотик-мишень, а после причаливания преподнёс даме букет её любимых орхидей. Аппарат получил от Александра III высокую оценку: «Эта лодка, я уверен, будет иметь большое значение в будущем и сделает порядочный переполох в морских сражениях». | Гатчина (Россия)                   | 1880          |
| Подводная лодка Джевецкого (III вариант) | Субмарина Джевецкого   | серия в 50 единиц                     | Подводная лодка для морской обороны крепостей конструкции С. К. Джевецкого, первый в мире серийный проект. Экспонируется в Центральном военно-морском музее. | Санкт-Петербург (Россия)           | 1881          |

## Начало XX века и Первая мировая война
| Название       | Изображение          | Тип                                 | Описание | Местоположение и состояние   | Спуск на воду |
| -------------- | -------------------- | ----------------------------------- | --- | ---------------------------- | ------------- |
| HMS Holland I  | Холланд              | Holland-7                           | Первая подводная лодка Великобритании, прослужила до 1913 года. Экспонируется в Королевском музее подводных лодок.                                                            | Госпорт (Великобритания)     | 1901          |
| HMS Hajen      | Хайен                | индивидуальный проект               | Первая подводная лодка Швеции, прослужила до 1922 года. Экспонируется в Морском музее                                                                                         | Карлскруна (Швеция)          | 1904          |
| SM U-1         | U-1                  | проект U-1 (аналогична типу «Карп») | Первая подводная лодка в составе ВМС Германии, прослужила до 1919 года. Экспонируется в Немецком музее                                                                        | Мюнхен (Германия)            | 1906          |
| Камбала        | Камбала              | тип «Карп»                          | Погибла в 1909 году во время учений. В 1912 году рубка установлена на братской могиле экипажа.                                                                                | Севастополь (Россия/Украина) | 1907          |
| HMS E17        | Рубка E-17           | тип E                               | Потерпела крушение в 1916 году, экипаж спасён. Рубка экспонируется в Королевском музее подводных лодок.                                                                       | Госпорт (Великобритания)     | 1915          |
| Andrea Provana | Рубка Andrea Provana | тип «Барбариго»                     | После аварии в 1927 году лодку списали, а рубку и часть корпуса в 1928 году установили в качестве экспоната Всемирной выставки. С 1933 года — памятник в Парко дель Валентино | Турин (Италия)               | 1915          |

## Вторая мировая война
| Название                 | Изображение                                            | Тип                       | Описание | Местоположение и состояние   | Спуск на воду |
| ------------------------ | ------------------------------------------------------ | ------------------------- | --- | ---------------------------- | ------------- |
| Д-2 «Народоволец»        | «Народоволец»                                          | тип «Декабрист»           | Представитель первого советского проекта подводных лодок. | Санкт-Петербург (Россия)     | 1929          |
| Л-3 «Фрунзевец»          | Л-3                                                    | тип «Ленинец», серия II   | Минный заградитель, Гвардейская ПЛ. Сохранена рубка. | Москва (Россия)              | 1931          |
| Весикко (фин. Vesikko)   | Весикко в качестве музейного корабля в Суоменлинне     | малая лодка               | Одна из пяти финских подводных лодок. Участвовала во Второй Мировой войне. Считается прототипом немецких подводных лодок типа II. | Суоменлинна (Финляндия)      | 1933          |
| Щ-307                    | Щ-307                                                  | тип «Щука», серия V-бис-2 | Краснознамённая ПЛ из состава Балтийского флота. После разделки лодки на металл (в 1957 г. в Лиепае) рубка оставалась там на территории базы подводных лодок до 1994 г., затем перевезена в Москву и незадолго до юбилея Победы в 1995 г. установлена на Поклонной горе, где и находится ныне.                                         | Москва (Россия)              | 1935          |
| Л-8                      | Л-8                                                    | тип «Ленинец», серия XI   | Подводный минный заградитель Тихоокеанского флота, списан в 1970 году. В 1989 году рубка установлена во Владивостоке в качестве памятника подводной лодке Л-19 типа «Ленинец» серии XIII. | Владивосток (Россия)         | 1935          |
| Л-11                     | Л-11                                                   | тип «Ленинец», серия XI   | Подводный минный заградитель Тихоокеанского флота, списан в 1959 году. В 1966 году рубка установлена в посёлке Рыбачий (город Вилючинск) в качестве памятника подводной лодке Л-16 типа «Ленинец» серии XIII. В 2017 году заменена копией с сохранением исторических деталей. Рядом с памятником располагается мемориал экипажу К-129. | Вилючинск (Россия)           | 1936          |
| Лембит (EML Lembit)      | Лембит                                                 | тип «Калев»               | Эстонский/Советский минный заградитель английской постройки. Долгое время экспонировалась на плаву, затем переведена в ангар для гидросамолётов Морского музея Эстонии. | Таллин (Эстония)             | 1936          |
| «Малютка» XII-й серии    | Силут серии XII                                        | тип «Малютка»             | Реплика одной из самых массовых советских подлодок времён Второй мировой войны. Установлена в Музее УГМК. | Верхняя Пышма (Россия)       | 1938-1945     |
| С-13                     | Копия рубки С-13                                       | тип «Средняя»             | Копия рубки известной советской подлодки времён Второй мировой войны. | Нижний Новгород (Россия)     | 1939          |
| С-13                     | Копия рубки С-13                                       | тип «Средняя»             | Копия рубки и часть прочного корпуса в Музее военной и автомобильной техники УГМК. | Верхняя Пышма (Россия)       | 1939          |
| С-56                     | Музей С-56                                             | тип «Средняя»             | Советская боевая подводная лодка времён Второй мировой войны. | Владивосток (Россия)         | 1939          |
| К-21                     | К-21                                                   | тип «К»                   | Установлена на постамент, в кормовых отсеках оборудована музейная экспозиция. | Североморск (Россия)         | 1939          |
| С-51                     | С-51                                                   | тип «Средняя»             | Вместе с С-56 перешла с Тихоокеанского флота на Северный. Верхняя часть корпуса используется в качестве памятника. | Островной (Россия)           | 1940          |
| U-505                    | U-505 в качестве музейного корабля в Чикаго            | тип IXC                   | Захвачена в море. Экспонируется в Музее науки и промышленности. | Чикаго (США)                 | 1941          |
| USS Silversides (SS-236) | Silversides                                            | тип «Гато»                | воевала во Вторую мировую | Мускегон, штат Мичиган (США) | 1941          |
| U-534                    | U-534                                                  | тип IXC/40                | Поднята со дна. Экспонируется разобранной на четыре части. | Беркенхед (Великобритания)   | 1942          |
| USS Bowfin (SS-287)      | Bowfin                                                 | тип «Балао»               | воевала во Вторую мировую | Пёрл-Харбор (США)            | 1942          |
| HMS U3 (1942)            | U-3 в качестве музейного корабля в Мальмё              | тип U (Швеция)            | | Мальмё (Швеция)              | 1942          |
| U-995                    | U-995 в качестве музейного корабля в Лабё              | тип VIIC/41               | Единственная сохранившаяся в своем классе. | Лабё (Германия)              | 1943          |
| USS Flasher (SS-249)     | Flasher                                                | тип «Гато»                | Рубка самой результативной подводной лодки США во Второй мировой войне установлена как мемориал. | Гротон (США)                 | 1943          |
| USS Batfish (SS-310)     | Batfish                                                | тип «Балао»               | воевала во Вторую мировую | Оклахома (США)               | 1943          |
| USS Ling (SS-297)        | Ling в 1975 году                                       | тип «Балао»               | воевала во Вторую мировую, многократно модернизировалась | Хакенсак, Нью-Джерси (США)   | 1943          |
| INS Dakar 77-צ HMS Totem |                                                        | тип T / «Тритон»          | Большая дизельная подводная лодка. Спущена на воду как HMS Totem, воевала во Вторую мировую. Погибла в Средиземном море во время перехода из Портсмута в Хайфу в 1968 году. Фрагмент рубки экспонируется в музее ВМС Израиля. | Хайфа (Израиль)              | 1943          |
| USS Pampanito (SS-383)   | Пампанито в качестве музейного корабля в Сан-Франциско | тип «Балао»               | Воевала во Второй Мировой войне. Снималась в фильме «Убрать перископ». | Сан-Франциско (США)          | 1943          |
| USS Becuna (SS-319)      | Becuna                                                 | тип «Балао»               | Воевала во Вторую мировую, модернизирована в 1950-х, экспонируется в Морском музее Филадельфии. | Филадельфия (США)            | 1944          |
| USS Torsk (SS-423)       | Торск у пирса                                          | тип «Тенч»                | Одна из двух сохранившихся подлодок своего класса. | Балтимор (США)               | 1944          |
| TCG Uluçalireis (S 338)  | Uluçalireis у пирса                                    | тип «Тенч»                | Бывшая USS Thornback (SS-418). Модифицирована по программе GUPPY IIA. В 1971-2000 годах служила в ВМС Турции. Экспонат Музея Рахми М. Коча. В 2024 году переведена в Чанаккале. | Стамбул (Турция)             | 1944          |
| U-2540 «Вильгельм Бауэр» | Вильгельм Бауэр в Бремерхафене                         | тип XXI                   | «Электролодка» | Бремерхафен (Германия)       | 1945          |

## 1950-е годы
| Название                         | Изображение                | Тип                    | Описание | Местоположение и состояние                             | Спуск на воду |
| -------------------------------- | -------------------------- | ---------------------- | --- | ------------------------------------------------------ | ------------- |
| HMS Alliance (P417)              | HMS Alliance               | тип «Эмфион»           | Послевоенная британская субмарина. Экспонируется в составе Королевского музея подводных лодок в Госпорте с 1981 года. | Госпорт (Великобритания)                               | 1945          |
| С-79 KRI Pasopati 410            | Pasopati                   | проект 613             | Представитель самого массового советского проекта. В 1959—1994 годах служила в ВМС Индонезии. Внутренние помещения доступны для осмотра. | Сурабая (Индонезия)                                    | 1952          |
| USS Marlin (SST-2)               | USS Marlin                 | тип Т-1                | Одна из самых маленьких послевоенных субмарин США | Гротон (США)                                           | 1953          |
| USS Albacore (AGSS-569)          | Альбакор в 2008 году       | индивидуальный проект  | Первая в мире подводная лодка с корпусом каплевидной формы, оптимизированным для плавания в подводном положении. В настоящее время эта форма корпуса стала классической. | Портсмут (США)                                         | 1953          |
| BAP Abtao (SS-42)                | BAP Abtao (SS-42)          | тип «Абтао»            | Модернизированный довоенный американский проект «Макрель», музейный корабль (в Museo de Sitio Naval) с 2004 года. | Кальяо (Перу)                                          | 1953          |
| С-178                            |                            | проект 613             | Погибла в 1981 году в результате столкновения с теплоходом у о. Скрыплёва близ Владивостока. Рубка установлена на братской могиле на Морском кладбище Владивостока. | Владивосток (Россия)                                   | 1954          |
| U-359                            | U-359                      | проект 613             | Одна из советских ДПЛ, переданных Дании. Точно не идентифицирована, предположительно C-188. С 1990 года была доступна для посещения в Накскове. В апреле 2011 года отбуксирована в порт Фредериксхавн и позднее утилизирована. | Наксков (Дания)                                        | 1954          |
| С-189                            | С-189 на стоянке           | проект 613             | Советская послевоенная ДПЛ самого многочисленного проекта. Сохранена и переоборудована в частный музей по инициативе ветеранских организаций и при помощи меценатов. | Санкт-Петербург (Россия)                               | 1954          |
| USS Nautilus (SSN-571)           | Наутилус в порту Гротона   | ПЛАТ                   | Первая атомная подводная лодка в мире. | Гротон (Соединённые Штаты Америки)                     | 1954          |
| М-261                            | М-261                      | проект А615            | Малая субмарина с единым двигателем. | Краснодар (Россия)                                     | 1955          |
| С-362                            | Рубка С-156                | проект 613             | Представитель самого массового советского проекта. Рубка с надписью С-156 установлена в мемориале «Морякам-подводникам Балтики». | Кронштадт (Россия)                                     | 1956          |
| М-296                            | М-296 «М-305»              | проект А615            | Малая субмарина с единым двигателем. Экспонируется под названием М-305 | Одесса (Украина)                                       | 1956          |
| Б-80                             | Б-80                       | проект 611             | Одна из советских ДПЛ, в 1991 году продана в Нидерланды. Использовалась как музей-кафе. В 2002-2015 годах служила музейным экспонатом, была известна как 4711 Foxtrot. В 2018 году принадлежала гражданину Бельгии. В 2019 году утилизирована в Роттердаме. | Ден-Хелдер, затем Амстердам (Нидерланды)               | 1957          |
| К-3 «Ленинский комсомол»         | К-3 «Ленинский комсомол»   | проект 627             | Первая советская и третья в мире атомная подводная лодка, головной корабль проекта 627 «Кит» | Кронштадт (Россия)                                     | 1957          |
| USS Growler (SSG-577)            | Гроулер                    | «Грейбэк»              | Одна из немногих подводных лодок США, оснащённых крылатыми ракетами первых поколений. | Нью-Йорк (Соединённые Штаты Америки)                   | 1958          |
| Аргонавт (фр. Argonaute)         | Аргонавт в парижском парке | тип Aréthuse           | Французская дизельная подводная лодка. Экспонируется в Городке науки и индустрии в парке Ла-Виллет с 1991 года | Париж (Франция)                                        | 1958          |
| Эспадон (фр. Espadon)            | Эспадон в городе Сен-Назер | тип Narval             | Французская подводная лодка | Сен-Назер (Франция)                                    | 1958          |
| К-14                             | Рубка К-14                 | проект 627А            | Многоцелевая АПЛ первой советской серии. Рубка установлена как мемориал «Первопроходцам подводного атомного флота» | Обнинск (Россия)                                       | 1958          |
| USS George Washington (SSBN-598) | Рубка «Джорджа Вашингтона» | тип «Джордж Вашингтон» | Первая ПЛАРБ США. Рубка установлена как памятник перед музеем подводных сил. | Гротон (Коннектикут) (США)                             | 1959          |
| К-19                             | Рубка К-19 в Никульском    | проект 658             | Первая ПЛАРБ СССР, имела прозвище «Хиросима». С 2003 года рубка утилизированной лодки хранилась на территории СРЗ «Нерпа», сохранённая заводчанами. Владимир Романов, когда-то служивший на лодке старшим матросом, выкупил рубку на собственные средства и в 2018 году установил её на берегу Пяловского водохранилища в Московской области, обустроив мемориал, который служит и местом встречи бывших подводников К-19, и памятником всем погибшим. | д. Никульское, берег Пяловского водохранилища (Россия) | 1959          |
| С-36 «Слава»                     |                            | проект 633             | Дизель-электрическая подводная лодка. Была передана СССР в состав военно-морского флота Народной Республики Болгария. | Белослав (Болгария)                                    | 1959          |

## 1960-е годы
| Название                        | Изображение                    | Тип                      | Описание | Местоположение и состояние                  | Спуск на воду |
| ------------------------------- | ------------------------------ | ------------------------ | --- | ------------------------------------------- | ------------- |
| К-66                            |                                | проект 659Т              | ПЛАРК первого поколения, служившая на Тихоокеанском флоте. Прошла более 140000 миль. Ограждение рубки экспонируется на территории судоремонтного завода ДВЗ «Звезда». | Большой Камень, Приморский край (Россия)    | 1961          |
| СС-49                           |                                | проект 633РВ             | Дизель-электрическая подводная лодка. Экспонируется на территории Балаклавского подземного музейного комплекса. | Балаклава, Республика Крым                  | 1961          |
| К-24                            | Б-24                           | проект 651               | Экспонируется под названием U 461, с мая 2010 года осталась единственной сохранившейся лодкой 651 проекта из 16 построенных. | Пенемюнде (Германия)                        | 1962          |
| HMS Otus (S18)                  |                                | тип «Оберон»             | Большая дизельная подводная лодка | Засниц (Германия)                           | 1962          |
| USS Nathanael Greene (SSBN-636) | Рубка USS Nathanael Greene     | тип «Джеймс Мэдисон»     | ПЛАРБ второго поколения времён Холодной войны. Рубка установлена как памятник 41 на страже Свободы. | Порт-Канаверал (США)                        | 1964          |
| Б-107                           | Рубка Б-107 в Санкт-Петербурге | проект 641               | Большая советская ДПЛ времён Холодной войны. Рубка сохранена в экспозиции Музея истории подводных сил России имени А. И. Маринеско. | Санкт-Петербург (Россия)                    | 1964          |
| Spingeren (S.329)               | Spingeren                      | тип «Дельфинен»          | Большая дизельная подводная лодка | Ольборг (Дания)                             | 1964          |
| К-77                            | Б-77                           | проект 651               | Исполнила роль К-19 в одноимённом фильме (после внешних косметических переделок). После восстановления первоначального внешнего вида экспонировалась под названием U 484 в 2002—2007, затонула в апреле 2007 при шторме, поднята летом 2008, но денег на восстановление музея не нашлось и в мае 2010 лодка разрезана на металлолом. | Провиденс (США)                             | 1965          |
| Б-821                           | Б-821                          | проект 641               | Большая дизельная подводная лодка, экспонат Национального Музея моря в Бельгии. Носила название Б-21 «Брянский комсомолец», в музее обозначена как U-480. Часто указывается ошибочный номер Б-143. Служила музеем в 1996—2019 годах.                                                                                                 | Зебрюгге (Бельгия)                          | 1965          |
| HMCS Onondaga (S73)             | Onondaga S73                   | тип «Оберон»             | Построена в Великобритании на экспорт. | Римуски (Канада)                            | 1965          |
| HMAS Otway (S-59)               | HMAS Otway                     | тип «Оберон»             | Большая дизельная подводная лодка. Частично разобрана. | Хольброк (Австралия)                        | 1966          |
| U-9                             | U-9                            | проект 205               | Представительница послевоенного германского проекта. Экспонирует Музей техники в Шпайере. | Шпайер (Германия)                           | 1966          |
| U-10                            | U-10                           | проект 205               | Представительница послевоенного германского проекта. | Вильгельмсхафен (Германия)                  | 1966          |
| ORP Sokół                       | ORP Sokół                      | тип «Коббен»             | Построена для Норвегии по модернизированному германскому проекту (тип 205), служила в ВМС Норвегии как HNoMS Stord (S308). Готовится к музейной экспозиции. | Гдыня (Польша)                              | 1966          |
| ORP Dzik                        | Dzik                           | проект 641               | Большая подводная лодка, бывшая советская Б-29. Рубка экспонируется в Военно-морском музее. | Гдыня (Польша)                              | 1966          |
| Б-49                            | Onslow                         | Проект 641               | Большая советская дизельная подводная лодка. После списания и продажи переименована новыми владельцами в U-475 «Черная вдова». | Рочестер (Англия)                           | 1966          |
| U-11                            | U-11                           | проект 205               | Представительница послевоенного германского проекта. | Бургстаакен (о. Фемарн, Германия)           | 1967          |
| HMAS Ovens (S-70)               | Ovens                          | тип «Оберон»             | Большая дизельная подводная лодка | Милан (Италия)                              | 1967          |
| Enrico Toti (S506)              | Ovens                          | тип «Энрико Тоти»        | Первая послевоенная итальянская подводная лодка. С 2005 года экспонируется в музее науки и техники «Леонардо да Винчи». | Фримантл (Австралия)                        | 1967          |
| Б-39                            | Б-39                           | проект 641               | Большая дизельная подводная лодка проекта 641. В 1996 году продана Канаде, с 2005 года — экспонат музея в Сан-Диего, США. В 2022 году отбуксирована в Мексику на утилизацию. | Сан-Диего (США)                             | 1967          |
| INS Kalvari (S23)               | Kalvari                        | проект 641               | Большая подводная лодка, бывшая советская Б-51. Рубка установлена на берегу в главной базе ВМС Индии. | Вишакхапатнам (Индия)                       | 1967          |
| HMAS Onslow (S-60)              | Onslow                         | тип «Оберон»             | Большая дизельная подводная лодка, на плаву | Сидней (Австралия)                          | 1968          |
| Б-413                           | Б-413                          | проект 641               | Большая дизельная подводная лодка проекта 641. Подразделение Музея Мирового океана. | Калининград (Россия)                        | 1968          |
| P-821 Heroj                     | Heroj                          | тип «Херой»              | Служила в ВМС Югославии, затем в ВМС Сербии и Черногории. | Музей морского наследия (Тиват, Черногория) | 1968          |
| INS Kursura (S20)               | Kursura                        | проект 641               | Большая подводная лодка, бывшая советская Б-402. Служила в 1969—2001 годах, установлена на берегу в главной базе ВМС Индии. | Вишакхапатнам (Индия)                       | 1969          |
| К-306                           | Victor I                       | проект 671 «Ёрш»         | Рубка установлена в парке Победы как часть мемориального комплекса, символизирующего прошлое и настоящее российского морского флота. | Уфа (Россия)                                | 1969          |
| Б-440                           | Б-440                          | проект 641               | Большая дизельная подводная лодка проекта 641. | Вытегра (Россия)                            | 1970          |
| К-411 «Оренбург»                |                                | проект 667А (мод. 09774) | АПЛ специального назначения. Часть рубки сохранена как мемориал «Защитникам Отечества». На тыльной стороне монумента — список всех погибших российских подводных лодок, от «Камбалы» в 1909 году до К-159 (2003 год). | Колтуши (Россия)                            | 1970          |
| К-434                           |                                | проект 667А «Навага»     | Одна из первых ПЛАРБ проекта 667А на Тихоокеанском флоте. Совершила минимум 10 автономных боевых служб. Ограждение рубки экспонируется на въезде в город Большой Камень. | Большой Камень, Приморский край (Россия)    | 1970          |
| К-423                           |                                | проект 667АТ «Груша»     | Лодка, переоборудованная из ПЛАРБ проекта 667А и вооружённая крылатыми ракетами C-10 «Гранат». Ограждение рубки экспонируется напротив школы № 15, в которой учился Герой России С. А. Преминин, ценой жизни заглушивший реакторы гибнущей К-219, предотвратив ядерную катастрофу.                                                   | Красавино, Вологодская область (Россия)     | 1970          |
| К-403 «Казань»                  | Рубка К-403 в Казани           | проект 09780             | Опытовая лодка, переоборудованная из ПЛАРБ проекта 667А для испытания ГАК 4-го поколения. Ограждение рубки экспонируется в Парке Победы, Казань. | Казань (Россия)                             | 1970          |

## 1970-е годы
| Название                              | Изображение                         | Тип                        | Описание | Местоположение и состояние                | Спуск на воду |
| ------------------------------------- | ----------------------------------- | -------------------------- | --- | ----------------------------------------- | ------------- |
| Б-427                                 | B-427                               | проект 641                 | Большая дизельная подводная лодка проекта 641. В 1973 году перешла с Балтийского на Тихоокеанский флот с несением боевой службы в Индийском океане. В 1994 году продана в Австралию, служила музеем в Сиднее. С 1995 года передана в аренду США, впоследствии и продана им. В 2021 году отправлена на металлолом. | Лонг-Бич (США)                            | 1971          |
| S61 Delfin                            | S61 Delfin                          | тип «Дафне»                | Океанская дизельная подводная лодка, построенная по французскому проекту. | Торревьеха (Испания)                      | 1971          |
| Редутабль (фр. Le Redoutable (S 611)) | Редутабль в Шербуре                 | ПЛАРБ типа «Le Redoutable» | Первая французская атомная подводная лодка. | Шербур-Октевиль (Франция)                 | 1971          |
| USS Parche (SSN-683)                  | Рубка USS Parche в Бремертоне       | тип «Стёджен»              | Титулованная американская АПЛ, участвовавшая в секретных операциях. Рубка сохранена как памятник. | Бремертон (США)                           | 1973          |
| Б-452 «Новгород Великий»              | Рубка Б-452 у проходной СРЗ «Нерпа» | 06704 «Чайка-Б»            | Первая ПЛАРК, вооружённая ракетами П-800 «Оникс», изначально построена по проекту 670М «Чайка», модернизирована для испытания ракет, ставших вооружением подводных лодок следующего поколения проекта 885 «Ясень». Ограждение рубки установлено в Снежногорске, на территории СРЗ «Нерпа».                        | Снежногорск (Мурманская область) (Россия) | 1973          |
| К-430                                 | Рубка К-430 во Владивостоке         | проект 667АУ               | Последняя советская ПЛАРБ проекта 667А. Ограждение рубки установлено к 100-летию подводных сил России во Владивостоке как мемориал «Памяти подводников всех поколений» | Владивосток (Россия)                      | 1974          |
| Галь                                  |                                     | тип «Галь» (проект 206)    | Большая дизельная подводная лодка. Экспонируется в музее ВМС Израиля. | Хайфа (Израиль)                           | 1974          |
| Riachuelo (S22)                       |                                     | тип «Оберон»               | Большая дизельная подводная лодка | Рио-де-Жанейро (Бразилия)                 | 1975          |
| Б-515                                 | Б-515 в Гамбурге                    | проект 641Б                | Большая дизельная подводная лодка. Экспонируется под названием U-434 | Гамбург (Германия)                        | 1976          |
| К-506 «Зеленоград»                    | силуэт пр. 667БДР                   | проект 667БДР «Кальмар»    | РПКСН 2 поколения. Рубка установлена как памятник всем подводным лодкам, выведенным из состава ТОФ. | Посёлок Разбойник, ЗАТО Фокино (Россия)   | 1978          |
| Ouessant (S623)                       |                                     | тип «Агоста»               | Большая дизельная подводная лодка ВМС Франции. В 2005 году передана Малайзии как учебное судно, с 2009 года превращена в музей. | Малакка (Малайзия)                        | 1978          |
| HMS Neptun II                         |                                     | тип «Нэккен»               | Большая дизельная подводная лодка. Экспонируется в Морском музее Карлскруны рядом с первой шведской подводной лодкой HMS Hajen. | Карлскруна (Швеция)                       | 1979          |
| БС-257                                | БС-257 в Рязани                     | проект 940 «Ленок»         | Одна из двух специализированных спасательных подводных лодок. Фрагмент рубки установлен в качестве памятника рязанцам-подводникам в микрорайоне Канищево, г. Рязань. Первоначально ошибочно считалось, что для памятника использована рубка Б-474 проекта 641.                                                    | Рязань (Россия)                           | 1979          |
| Б-307                                 | Б-307 в музее Тольятти              | проект 641Б                | Большая дизельная подводная лодка. С 2005 года экспонируется в Техническом музее имени К. Г. Сахарова | Тольятти (Россия)                         | 1980          |
| Б-396 «Новосибирский комсомолец»      | Б-396 на Химкинском водохранилище   | проект 641Б                | Большая дизельная подводная лодка | Москва (Россия)                           | 1980          |
| S518 Nazario Sauro                    | Акисио                              | тип «Сауро»                | Дизельная подводная лодка, экспонируется в музее Моря «Galata». | Генуя (Италия)                            | 1980          |

## 1980-е годы и по н.в
| Название                   | Изображение                                                    | Тип                 | Описание | Местоположение и состояние    | Спуск на воду |
| -------------------------- | -------------------------------------------------------------- | ------------------- | --- | ----------------------------- | ------------- |
| Б-319 «Комсомолец Чувашии» | Б-319 в Полярном                                               | проект 641Б         | Большая дизельная подводная лодка. Рубка входит в состав мемориального комплекса «Морская душа» архитектора Льва Кербеля, установленного в 2003 году в честь 70-летия Краснознамённого Северного флота. | Полярный (Россия)             | 1981          |
| Akishio (SS-579)           | Акисио                                                         | тип «Юсио»          | Дизельная подводная лодка, экспонируется в музее Японских морских сил самообороны. | Куре (Япония)                 | 1982          |
| Б-402 «Вологда»            |                                                                | проект 877          | Большая дизельная подводная лодка. Рубка установлена в парке Победы, город Вологда. | Вологда (Россия)              | 1984          |
| Б-439                      |                                                                | проект 877          | Большая дизельная подводная лодка. Рубка установлена на территории Амурского судостроительного завода.                                                                                                  | Комсомольск-на-Амуре (Россия) | 1986          |
| К-141 «Курск»              | Рубка «Курска» как мемориал «Морякам, погибшим в мирное время» | проект 949А «Антей» | Погибла 12 августа 2000 года во время учений. Часть ограждения (рубки) сохранена в составе мемориала «Морякам, погибшим в мирное время»                                                                 | Мурманск (Россия)             | 1994          |
| 364 Yuan Zhend 64 Hao      |                                                                | проект 877ЭКМ       | Одна из первых китайских лодок этого проекта. Выведена из состава флота и переоборудуется в музейный корабль.                                                                                           | Китай                         | 1994          |